# Bad painting
 (juin 2024).
Si vous disposez d'ouvrages ou d'articles de référence ou si vous connaissez des sites web de qualité traitant du thème abordé ici, merci de compléter l'article en donnant les références utiles à sa vérifiabilité et en les liant à la section « Notes et références ».
Le bad painting est un style artistique apparu à New York en 1978, empruntant à l'art urbain (graffitis, pochoirs, affiches…) en réaction à l'art des années 1970, considéré comme intellectuel et conventionnel (minimalisme, art conceptuel).

## Présentation
Le bad painting regroupe le travail d'artistes (Jonathan Borofsky, Stephen Buckley, Neil Jenney, Malcolm Morley, David Salle, Donald Sultan…) qui, en réaction contre le bon goût et l'intellectualisme des années 1970, ont développé une peinture d'apparence délibérément bâclée et médiocre, d'exécution rapide, dans la lignée de la figuration libre, mais dans une version pour le moins expressionniste.
Il trouve ses sources dans l'art urbain, l'académisme, l'information et les cultures marginales (punk, rock…) ou communautaires (afro-américaine, hispano-américaine…).

### Quelques artistes du bad painting
- Jean-Michel Basquiat
- Jonathan Borofsky
- Frederick J. Brown (1945-2012)
- Arnulf Rainer
- Julian Schnabel
- Keith Haring
- Peter Saul

### Expositions
(Source)
- « A New Spirit in painting » (Londres, 1981)
- « Zeitgeist » (Berlin, 1982)
- « Documenta 7 » (Cassel, 1982)